# Cristoforo Schor
Cristoforo Schor (Roma, ... – Napoli, 9 giugno 1725) è stato un architetto, ingegnere e scenografo italiano di seconda generazione.

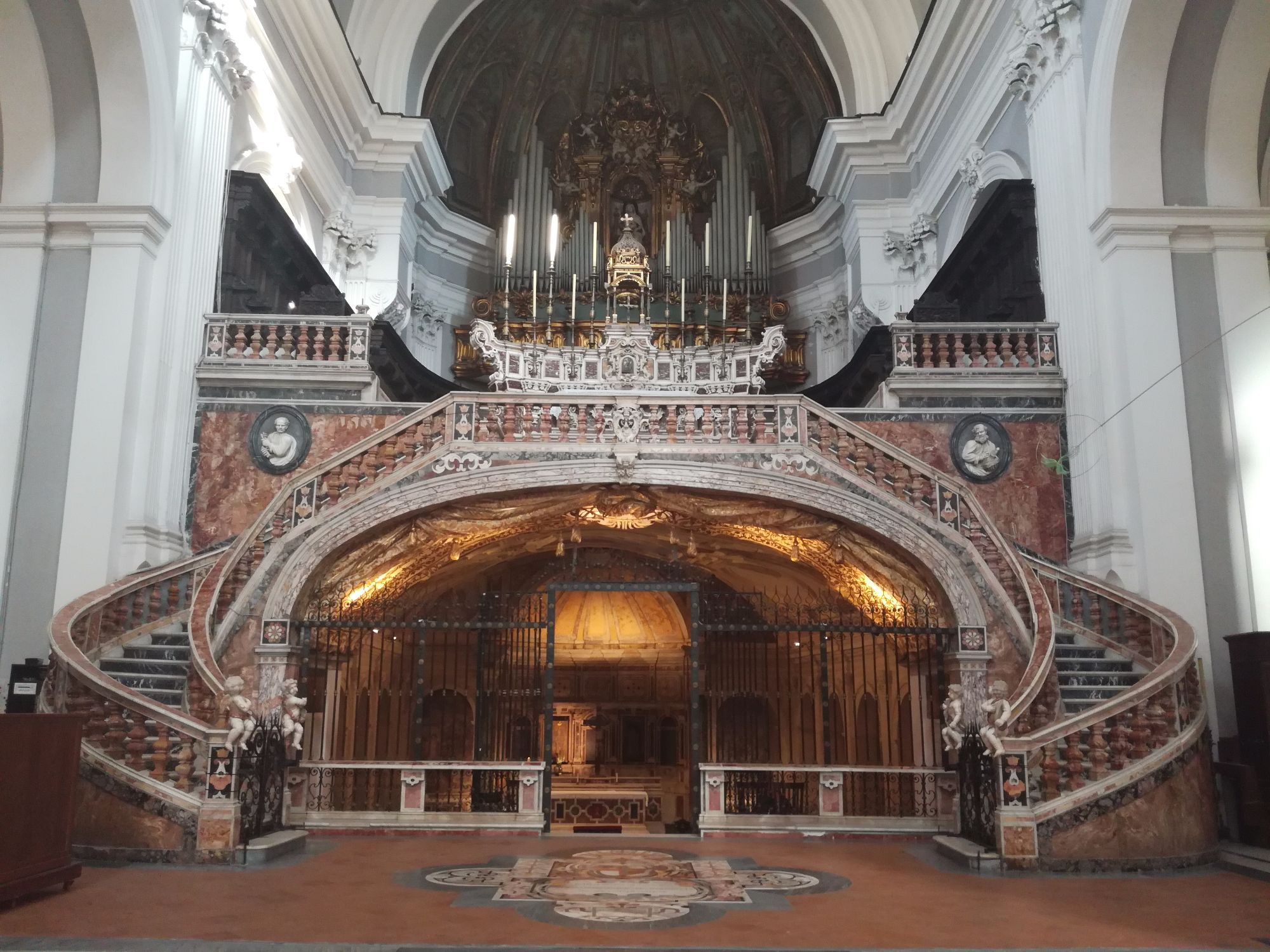
Abside di Santa Maria della Sanità

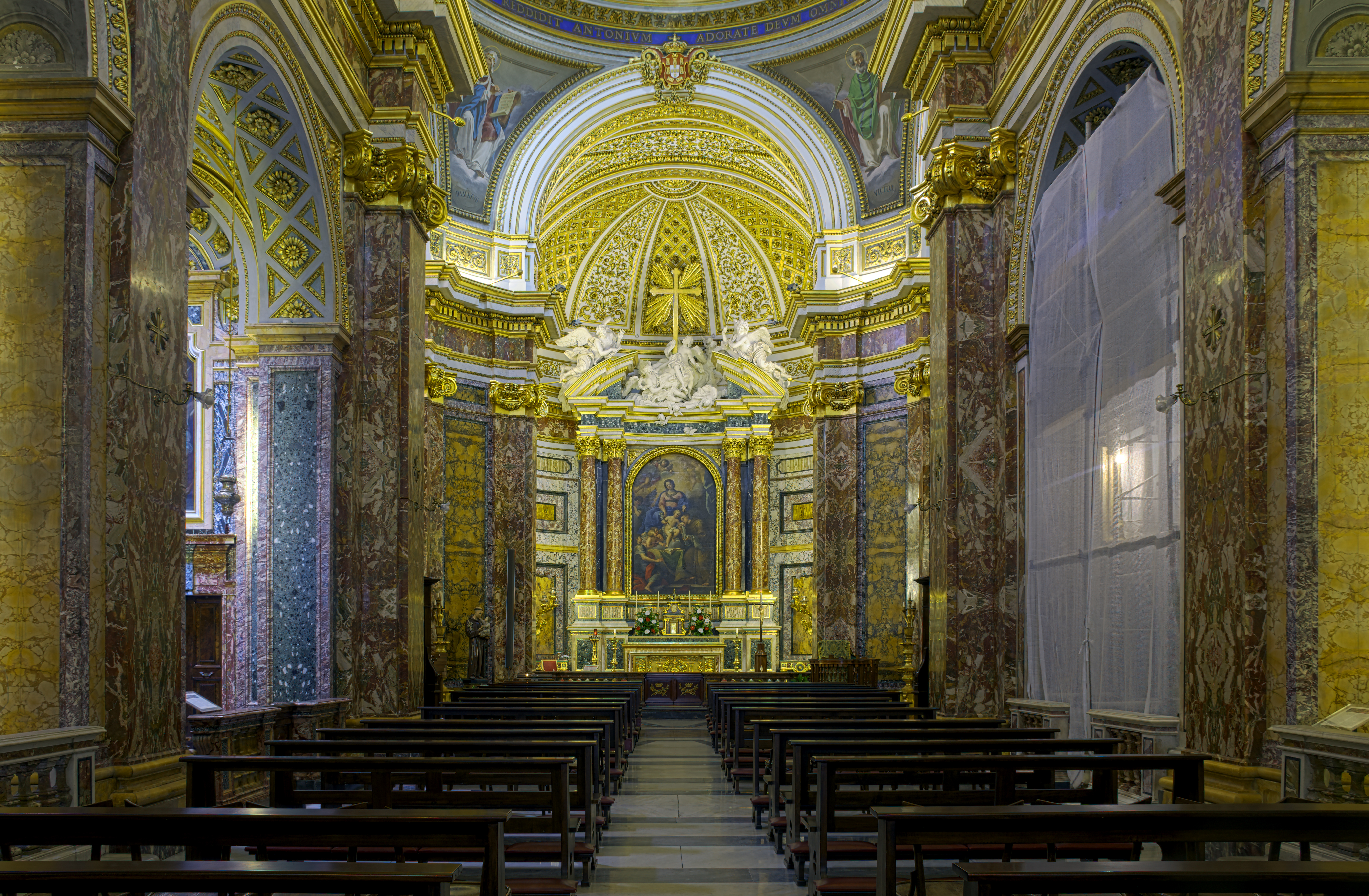
Abside di Sant'Antonio dei Portoghesi

Figlio del pittore e architetto Giovan Paolo Schor e fratello minore di Filippo, fu educato presso la bottega paterna e iniziò la professione di architetto a Roma. Nella città papalina è documentato solo l'intervento dell'abside nella Chiesa di Sant'Antonio dei Portoghesi avvenuto nel 1697. Giunse a Napoli al seguito del viceré Medinacoeli. Nel 1697 sostituì il fratello nella regia delle scenografie al Teatro San Bartolomeo, dopo che quest'ultimo partì per la Spagna alla corte reale.
Nel 1697 fu attivo presso il Palazzo Caracciolo di Santobuono nella direzione dei lavori di restauro in qualità di ingegnere; le pitture furono eseguite da Francesco Francarecci. Nel 1699 strinse una collaborazione nel campo delle scenografie con Ferdinando Galli da Bibbiena. Quest'ultimo si trovò a Napoli tra il 1699 e il 1700 perché era impegnato in alcune produzioni operistiche. Nel 1705 diresse alcuni lavori nell'Ospedale di San Giacomo e nel 1709 fece il disegno per una porta nella Certosa di Padula. Tra il 1709 e il 1710 fu realizzata, su disegno dello Schor e di Arcangelo Guglielmelli, la "macchina teatrale" in stucco e marmo nel presbiterio della Basilica di Santa Maria della Sanità.
Nel 1712 fu pagato per l'assistenza nel dirigere la costruzione di un letto per il principe di Acquaviva. Nel 1713 redasse una perizia nella diatriba tra il Monastero di Donnalbina e il Monastero di Santa Chiara. Nel 1717 fu occupato presso la Real Casa Santa degli Incurabili in lavori di ingegneria idraulica riguardanti il livellamento del legno che scorre sotto la struttura. Contemporaneamente progettò la cappella di Salvatore Alchimia nella Chiesa di Santa Maria della Catena, gli stucchi furono affidati a Pietro Scarola. Nel 1718 lavorò presso il Palazzo Ravaschieri e fu incaricato dai governatori del Collegio dei vergini della Santissima Concezione appo Montecalvario di una ricognizione dei suoli, Schor assistette anche ai modelli della chiesa.
Nel 1720 fu pagato per l'apprezzo di alcuni stucchi realizzati da Domenico De Marco in un palazzo. Nel frattempo ricevette cento ducati per i disegni della serenata fatta nel palazzo del principe di Torella. Lavorò presso il monastero della Maddalena (oggi scomparso) e l'anno successivo lavorò, insieme a Giovan Battista Nauclerio, al palazzo Barbapiccola. Su commissione della Santa Casa degli Incurabili rifece, nel 1723, i palchetti del Teatro San Bartolomeo e nel 1724 lavorò presso il palazzo di Nicola Gallio a Pizzofalcone. Dopo tale data le notizie riguardanti Cristoforo si perdono le tracce. Suo figlio, Giulio, seguì le orme paterne disegnando anche carrozze.